# Slaget vid Smolensk (1941)
Det första slaget vid Smolensk var det första stora slaget under Operation Barbarossa i andra världskriget som förhalade Hitlers Wehrmachts framryckning in till Sovjetunionen. Det ägde rum i området kring staden Smolensk, cirka 400 km väster om Moskva, mellan 10 juli och 10 september 1941. Vid det laget hade Wehrmacht ryckt fram 500 km in i Sovjetunionen utan större svårigheter under loppet av endast 18 dagar sedan inledningen av invasionen den 22 juni 1941.
Wehrmacht satte in Armégrupp Mittes 2.a och 3:e pansargrupp och Röda armén satte in västfronten, Reservfronten, Centralfronten och Brjanskfronten.
Den sovjetiska 16:e, 19:e och 20:e arméerna omringades och förintades strax söder om Smolensk, även om stora delar ur de 19:e och 20:e arméerna lyckades fly från fickan.
Om än en stor tillfällig framgång för Hitler var förlusterna i soldater och materiel hos Wehrmacht under denna utdragna strid enorma och—ihop med 2-månaders försening i marschen mot Moskva—visade sig vara avgörande för Wehrmachts nederlag mot Röda armén i slaget om Moskva tre månader senare, i december 1941.